# Senepo
Senepo is een bestuurslaag in het regentschap Ponorogo van de provincie Oost-Java, Indonesië. Senepo telt 2818 inwoners (volkstelling 2010).